# Meranoplus peringueyi
Meranoplus peringueyi  (лат.) — вид мелких муравьёв рода Meranoplus из подсемейства Myrmicinae (Formicidae).

## Распространение
Афротропика (Лесото, ЮАР).

## Описание
Длина рабочих муравьёв 2,8 — 3,8 мм, длина головы 0,76 — 0,88 мм (ширина 0,74 — 0,84 мм). Основная окраска тела коричневая. Передняя часть клипеуса округлённая и выпуклая. Мандибулы вооружены 5 зубцами (чем отличается от всех африканских видов своего рода, как правило, имеющих 4 зубца). Проподеум с длинными шпиками. Дорзум петиоля невооружённый, без зубцов.  Постпетиоль в профиль широкий, узловидный. Усики 9-члениковые с булавой из 3 вершинных члеников. Максиллярные щупики 5-члениковые, нижнечелюстные щупики из 3 члеников. Грудь высокая, пронотум слит с мезонотумом, образуя единый склерит. Стебелёк между грудкой и брюшком состоит из двух члеников: петиолюса и постпетиолюса (последний четко отделен от брюшка), жало развито, куколки голые (без кокона).